# 490er
Portal Geschichte | Portal Biografien | Aktuelle Ereignisse | Jahreskalender | Tagesartikel

◄ |
4. Jh. |
5. Jahrhundert
| 6. Jh. | ►

◄ |
460er |
470er |
480er |
490er
| 500er | 510er | 520er | ►

490 |
491 |
492 |
493 |
494 |
495 |
496 |
497 |
498 |
499

## Ereignisse
- In der Schlacht von Mons Badonicus gelingt den Romano-Briten ein Sieg gegen die Angelsachsen, deren Vormarsch in Mittelengland bis in die 570er Jahre gestoppt wird. Die Historizität, das genaue Jahr und der genaue Ort der Schlacht sind umstritten. Am wahrscheinlichsten gelten die 490er Jahre (spätestens 503) sowie die Gegend um Bath; die Angelsachsen dürfte Ælle von Sussex angeführt haben, spätere Quellen verbinden auf britischer Seite Artus mit der Schlacht.
- Papst Gelasius I. formuliert gegenüber Kaiser Anastasios I., Odoaker und Theoderich das Verhältnis des Papsttums („auctoritas sacrata pontificum“) und des Kaisertums („regalis potestas“) als der beiden gemeinsam die Welt regierenden Mächte im Sinne der auf ihn zurückgeführten Zwei-Schwerter-Theorie.
- 25. Februar 493: Nach zweijähriger Belagerung seiner Residenz Ravenna („Rabenschlacht“) willigt Odoaker in Friedensverhandlungen mit Theoderich, dem König der Ostgoten, ein, die eine gemeinsame Herrschaft über Italien vorsehen. Zehn Tage später wird Flavius Odoaker von Theoderich bei einem Festmahl erschlagen.
- 496: Mit dem Decretum Gelasianum, das auf einem Konzil in Rom vorgestellt wird, gibt die Kirche eine Liste verbotener Bücher heraus.
- um Weihnachten 498: Wahrscheinliches Datum für den Übertritt König Chlodwigs zum christlichen Glauben. Die Taufe vollzieht Bischof Remigius in Reims. Von besonderer Bedeutung ist, dass der Übertritt zum Christentum in seiner katholischen Form geschieht, nicht wie bei den anderen Germanenherrschern zum Arianismus. Dies begünstigt die Verschmelzung der Germanen und der katholischen Romanen im Frankenreich unter Chlodwigs Herrschaft. Das Jahr 498 ist nicht gesichert; möglich sind auch 497 oder 499.